# Sierra (Supercomputer)
Sierra ist ein IBM-Supercomputer am Lawrence Livermore National Laboratory der USA. Er nahm im Juni 2018 den Betrieb auf und ist der „militärische Zwilling“ des Summit-Supercomputers, der auf der gleichen Hybrid-Architektur aus POWER9-Prozessoren und Nvidia-Tesla-Volta-Rechenbeschleunigern besteht. Während Summit für die zivile Forschung genutzt wird, soll Sierra die Atomwaffenforschung unterstützen.
Die insgesamt 4320 Computer-Nodes vom Typ IBM-Power-S922LC unterscheiden sich nur in Details von den bei Summit verwendeten:
- höher getaktete Prozessoren: 2 POWER9-CPUs mit 22 Kernen und 3,1 GHz
- 4 statt 6 Nvidia-Volta-Rechenbeschleunigern je Node wie bei Summit
- 256 GB DDR4-Arbeitsspeicher
- 1,6 TB Non Volatile RAM bzw. SSD-Speicher

In der TOP500-Supercomputerliste vom Juni 2018 wurde er als drittschnellster Computer der Welt vermessen.
Nach endgültigem Ausbau erreichte er dann in der TOP500-Liste vom November 2018 den zweiten Platz. In der korrespondierenden Green500-Liste erhielt er den 6. Platz mit einer Recheneffizienz von 12,681 GFLOPS/Watt.